# Christina Lathanová
Christina Lathanová, rozená Brehmerová (* 28. února 1958, Altdöbern, Braniborsko) je bývalá východoněmecká atletka, jejíž specializací byl běh na 400 metrů.

## Kariéra
V roce 1975 získala tři zlaté medaile (400 m, 4 × 100 m, 4 × 400 m) na juniorském mistrovství Evropy v Athénách. 9. května 1976 v Drážďanech zaběhla čtvrtku v novém světovém rekordu, jehož hodnota byla 49,77 s.
Na letních olympijských hrách v Montrealu si doběhla v čase 50,51 s pro stříbrnou medaili. Olympijskou vítězkou se stala Polka Irena Szewińská. Zlatou olympijskou medaili vybojovala společně s Brigitte Rohdeovou, Ellen Streidtovou a Doris Maletzkiovou ve štafetě na 4 × 400 metrů. Trať navíc zaběhly v novém světovém rekordu 3:19,23.
Stříbro na hladké čtvrtce získala také v roce 1978 na evropském šampionátu v Praze, kde v cíli prohrála jen s Maritou Kochovou. V roce 1980 na olympiádě v Moskvě vybojovala v čase 49,66 s bronzovou medaili. O 20 setin byla rychlejší Jarmila Kratochvílová a zlato brala Marita Kochová, která trať zaběhla v čase 48,88 s.